# 补运算
设L是带有最大元素1和最小元素0的有界格。L的两个元素x和y是互补（相互为补元）的，当且仅当：
{\displaystyle x\vee y=1}且{\displaystyle x\wedge y=0}
在这种情况下，它们被指示为¬x = y和等价的¬y = x。所有元素都有补元（素）的有界格叫做有补格。对应的在L上的一元运算叫做补运算，把逻辑否定的类似物介入了格理论。补元不必然是唯一的，在L上所有可能的一元运算中也没有什么特殊之处。分配有补格是布尔代数。对于分配格，x的补元存在的话就可证明是唯一的。 
Heyting代数是至少某些成员缺乏补元的分配格的例子。在另一方面，Heyting代数的所有成员x都有一个伪补元，也指示为¬x。伪补元是最大的元素y使得x{\displaystyle \wedge }y = 0。如果Heyting代数的所有元素的伪补元实际上都是补元，则这个Heyting代数是布尔代数。